# Monethe albertus
Espèce
Monethe albertus est une espèce d'insectes lépidoptères (papillons), qui appartient à la famille des Riodinidae et au genre Monethe.

## Dénomination
Monethe albertus a été décrit par Cajetan Freiherr von Felder et Rudolf Felder en 1862.

### Sous-espèces
- Monethe albertus albertus
- Monethe albertus rudolphus Godman & Salvin, 1885; présent au Nicaragua et en Colombie[1].

### Nom vernaculaire
Monethe albertus se nomme Albertus Metalmark ou Albert's Sombermark en anglais,.

## Description
Monethe albertus est un papillon de taille moyenne avec une envergure variant de 30 mm à 35 mm. Le dessus est de couleur vert jaune clair très largement bordé de marron à noir  ce qui laisse une plage vert clair aux ailes postérieures et aux ailes antérieures deux plus ou moins importantes.
Le revers présente la même ornementation.

## Biologie
Sa biologie n'est pas connue.

## Écologie et distribution
Monethe albertus est présent présent au Nicaragua, en Colombie, en Bolivie, en Équateur, au Pérou et en Guyane.

### Biotope
Monethe albertus réside dans la forêt amazonienne à une altitude de 200 à 1200 mètres.

### Protection
Pas de statut de protection particulier.